# Fundus-Theater

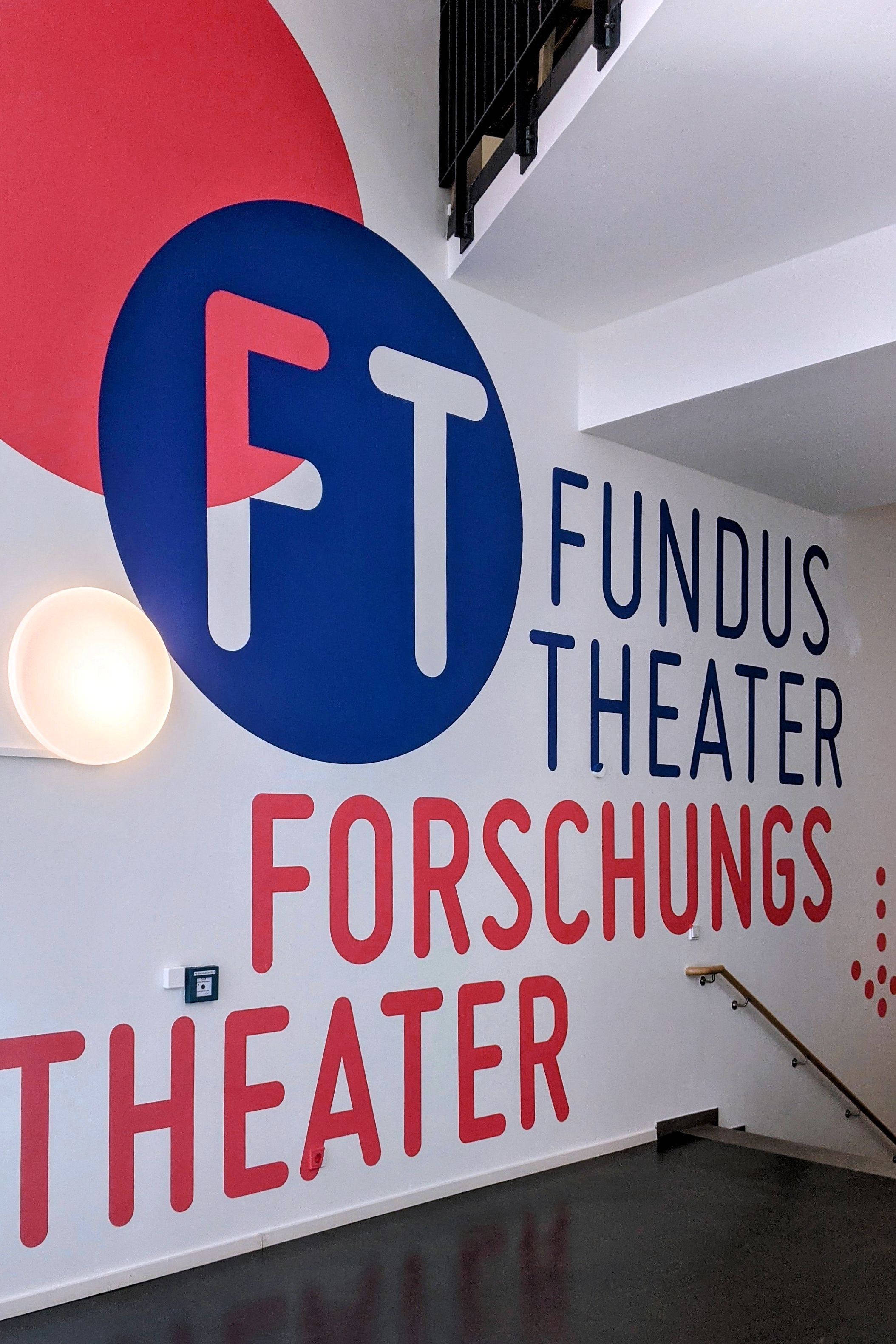
Eingangsbereich zur neuen Spielstätte (September 2022)

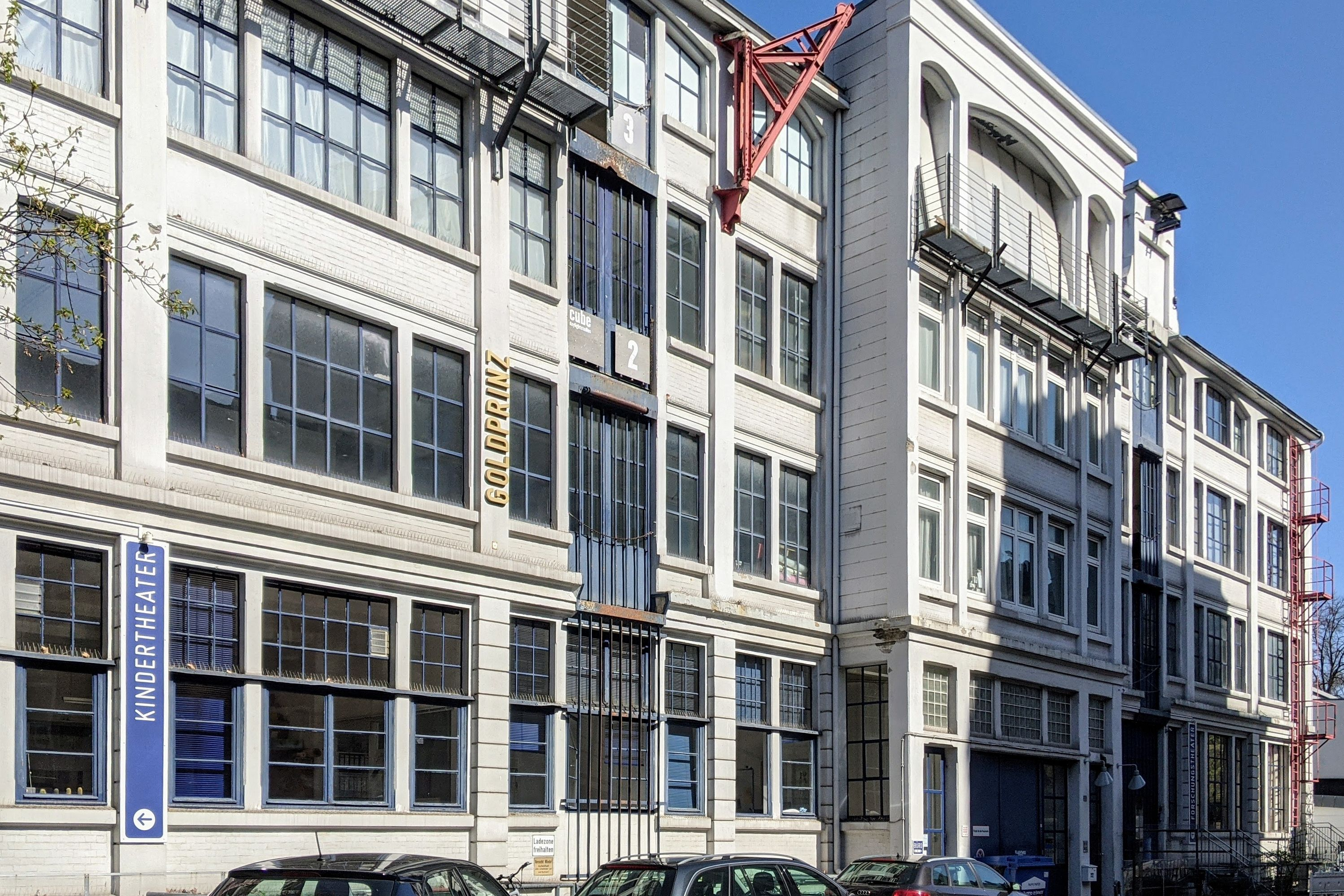
Alter Spielort bis 2021: Hasselbrookstraße 25 in Eilbek

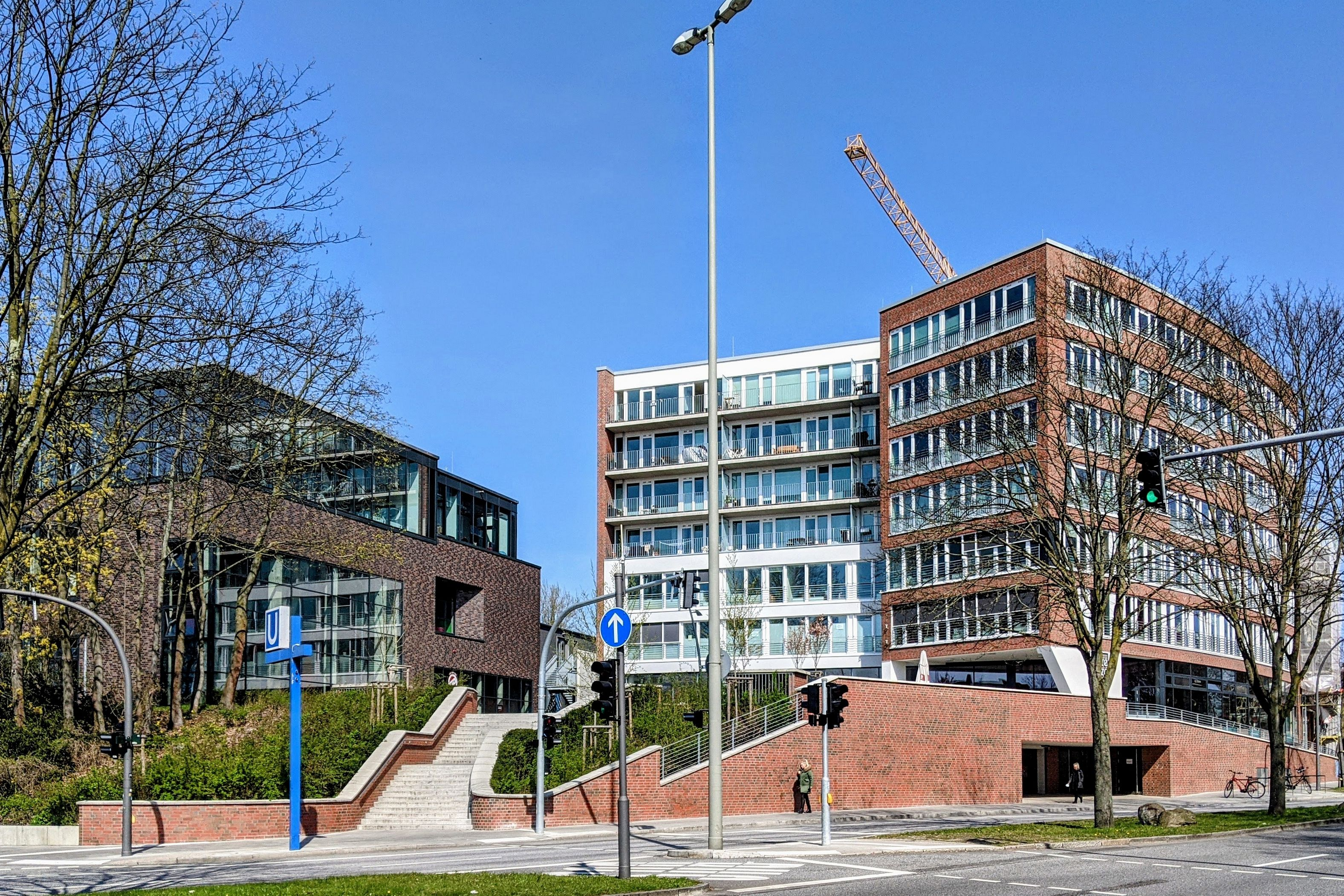
Neues Domizil ab 2022: Sport- und Kulturzentrum Hamm beim U-Bahnhof Burgstraße

Das Fundus-Theater / Theater of Research ist ein Kinder- und Jugendtheater in Hamburg.

## Über das Theater
Das Fundus-Theater wurde 1980 von Sylvia Deinert und Tine Krieg als Tourneetheater gegründet; beide gehören bis heute der Theaterleitung an. Das Theater erarbeitet eigene Stücke für Kinder im Alter von 3–14 Jahren in engem Austausch mit seinem Publikum. Hierbei verfolgt es einen transdisziplinären Ansatz, in dem Schauspiel, Figurentheater, Musik, Film und bildende Kunst eng zusammenwirken. Die Eigenproduktion Das Familienalbum von 1984 fand überregionale Beachtung und wurde als Buch auf der Grundlage des Theaterstücks 1992 mit dem Oldenburger Kinder- und Jugendbuchpreis ausgezeichnet.
1993 wurde eine eigene Probebühne bezogen, ab 1997 befand sich das Theater in Räumen einer denkmalgeschützten ehemaligen Tabakfabrik in Hamburg-Eilbek als Spielort für die freie Kindertheaterszene. Ab 2022 liegt die Spielstätte des Theaters am Sievekingdamm 3 (Platz der Kinderrechte) in Hamburg-Hamm. Neben Eigenproduktionen finden Premieren und Aufführungen Hamburger Kindertheatergruppen sowie überregionale und internationale Gastspiele und Festivals statt. Auch werden Workshops veranstaltet.
Im Jahr 2003 wurde von Sibylle Peters das Forschungstheaterprogramm gegründet, heute Theatre of Research – eine Sparte des Fundus-Theaters, wo Begegnungen zwischen Kindern, Künstlern und Wissenschaftlern stattfinden. 2015 wurde das Konzept des Forschungstheaters mit dem Theaterpreis des Bundes ausgezeichnet. Das Theatre of Research hat seit  2011 eigene Räume, die an das Theaterhaus angeschlossen sind. Mit zwei Graduiertenkollegs entwickelte das Theatre of Research seinen transdisziplinären Forschungsansatz weiter, verschiedene Forschungsprojekte zwischen Wissenschaft, Kunst und Gesellschaft mit Kindern und Jugendlichen als Co-Forscher fanden statt.
Das Theater begann früh, Performancekunst mit Kindern und Erwachsenen zu erarbeiten, und damit transgenerationelle Begegnungen zu schaffen. Dabei arbeitet das Theater regelmäßig mit der Live Art Development Agency (LADA) in London zusammen, mit der auch das international beachtete Spiel Playing up! in Kooperation mit Tate Modern in London entwickelt wurde.

## Kooperationen
Es finden regelmäßige Kooperationen mit verschiedenen Hamburger Schulen statt, mit denen gemeinsame künstlerische Projekte erarbeitet werden. Partner sind zum Beispiel PROFUND Kindertheater e. V., der Arbeitskreis Hamburger Puppen- und Figurentheater (ahap e. V.), der Verein für professionelle Hamburger Kindertheatergruppen (kitsz e. V.) – seit 2015 zunehmend auch internationale Partner wie Live Art Denmark, Live Art Development Agency (LADA), Tate Modern sowie das Goethe Institut London.
Die Graduiertenkollegs Versammlung und Teilhabe und Performing Citizenship sowie das daran angeschlossene Forschungsprojekt Participatory Art Based Research wurden in Kooperation mit  K3 – Zentrum für Choreographie, Tanzplan Hamburg sowie mit der HafenCity Universität und der Hochschule für Angewandte Wissenschaften (HAW) in Hamburg entwickelt.

## Festivals
Regelmäßig ist das Theater Mitveranstalter des Hamburger Kindertheater Treffens, von Play – Creative Gaming Festival sowie Mitbegründer von Transgenerationen: Kunst und Politik für Kinder und Erwachsene und darüber hinaus Spielort für weitere Festivals, wie u. a. das Festival Spurensuche im Jahr 2014. Koproduktionen mit Einladungen fanden zu verschiedenen Festivals statt, zum Beispiel zum Deutschen Kinder- und Jugendtheatertreffen (2005 und 2013), Wiener Festwochen, UNICORN Theatre (2015), Manchester International Festival (2019), Theater der Welt (2020/2021) und Zürcher Theaterspektakel (2020).

## Auszeichnungen
- 1992: Oldenburger Kinder- und Jugendbuchpreis (Das Familienalbum)
- 2012: Bundespreis für Kulturelle Bildung 2012 (Die Kinderbank)[24]
- 2015: Hamburger Stadtteilkulturpreis (Der Klassentausch)[25]
- 2015: Theaterpreis des Bundes
- 2023: Deutscher Theaterpreis Der Faust: Auszeichnung mit dem Perspektivpreis der Länder[26]